# Cristian Roldan
Cristian Roldan (Artesia, 1995. június 3. –) amerikai válogatott labdarúgó, a Seattle Sounders középpályása.

## Pályafutása

### Klubcsapatokban
Roldán az amerikai Artesia városában született.
2013-ban mutatkozott be a Washington Crossfire felnőtt keretében. 2015. január 15-én szerződést kötött az első osztályú Seattle Sounders együttesével. Először a 2015. március 9-ei, New England Revolution ellen 3–0-ra megnyert mérkőzés 90+3. percében, Gonzalo Pineda cseréjeként lépett pályára. Első ligagólját 2016. július 14-én, a Dallas ellen hazai pályán 5–0-ás győzelemmel zárult találkozón szerezte meg.

### A válogatottban
Roldan az U20-as korosztályú válogatottban is képviselte Amerikát.
2017-ben debütált a felnőtt válogatottban. Először a 2017. július 13-ai, Martinique 3–2-re megnyert mérkőzésen lépett pályára.

## Statisztikák
2023. június 11. szerint
| Klub             | Szezon   | Osztály  | Bajnokság | Bajnokság | Kupa  | Kupa | Nemzetközi | Nemzetközi | Összesen | Összesen |
| Klub             | Szezon   | Osztály  | Meccs     | Gól       | Meccs | Gól  | Meccs      | Gól        | Meccs    | Gól      |
| ---------------- | -------- | -------- | --------- | --------- | ----- | ---- | ---------- | ---------- | -------- | -------- |
| Seattle Sounders | 2015     | MLS      | 25        | 0         | 0     | 0    | 6          | 0          | 31       | 0        |
| Seattle Sounders | 2016     | MLS      | 39        | 4         | 3     | 1    | —          | —          | 42       | 5        |
| Seattle Sounders | 2017     | MLS      | 38        | 6         | 0     | 0    | —          | —          | 38       | 6        |
| Seattle Sounders | 2018     | MLS      | 35        | 4         | 0     | 0    | 4          | 0          | 39       | 4        |
| Seattle Sounders | 2019     | MLS      | 31        | 6         | 0     | 0    | —          | —          | 31       | 6        |
| Seattle Sounders | 2020     | MLS      | 27        | 2         | 0     | 0    | 2          | 1          | 29       | 3        |
| Seattle Sounders | 2021     | MLS      | 29        | 6         | 0     | 0    | 3          | 1          | 32       | 7        |
| Seattle Sounders | 2022     | MLS      | 26        | 4         | 0     | 0    | 8          | 1          | 34       | 5        |
| Seattle Sounders | 2023     | MLS      | 9         | 2         | 0     | 0    | —          | —          | 9        | 2        |
| Összesen         | Összesen | Összesen | 260       | 34        | 3     | 1    | 23         | 3          | 286      | 38       |

### A válogatottban
| Válogatott       | Év       | Pályára lépés | Gól |
| ---------------- | -------- | ------------- | --- |
| Egyesült Államok | 2017     | 1             | 0   |
| Egyesült Államok | 2018     | 4             | 0   |
| Egyesült Államok | 2019     | 14            | 0   |
| Egyesült Államok | 2021     | 11            | 0   |
| Egyesült Államok | 2022     | 2             | 0   |
| Egyesült Államok | 2023     | 5             | 0   |
| Összesen         | Összesen | 37            | 0   |

## Sikerei, díjai
Seattle Sounders
- MLS
  - Bajnok (2): 2016, 2019
  - Döntős (2): 2017, 2020

- CONCACAF-bajnokok ligája
  - Győztes (1): 2022

- Leagues Cup
  - Döntős (1): 2021

Amerikai válogatott
- CONCACAF-aranykupa
  - Győztes (2): 2017, 2021
  - Ezüstérmes (1): 2019

- CONCACAF Nemzetek ligája
  - Győztes (2): 2019–20, 2022–23

Egyéni
- MLS All-Stars: 2021